# 东主才朗
东主才朗（1986年7月—），藏族，中华人民共和国政治人物、全国脱贫攻坚先进个人。

## 生平
东主才朗任武警西藏总队林芝支队政治工作处宣传保卫股干事。因在脱贫攻坚战中作出突出贡献，2021年2月25日全国脱贫攻坚总结表彰大会上，东主才朗被授予“全国脱贫攻坚先进个人”。